# Wanda Puget-Paździor

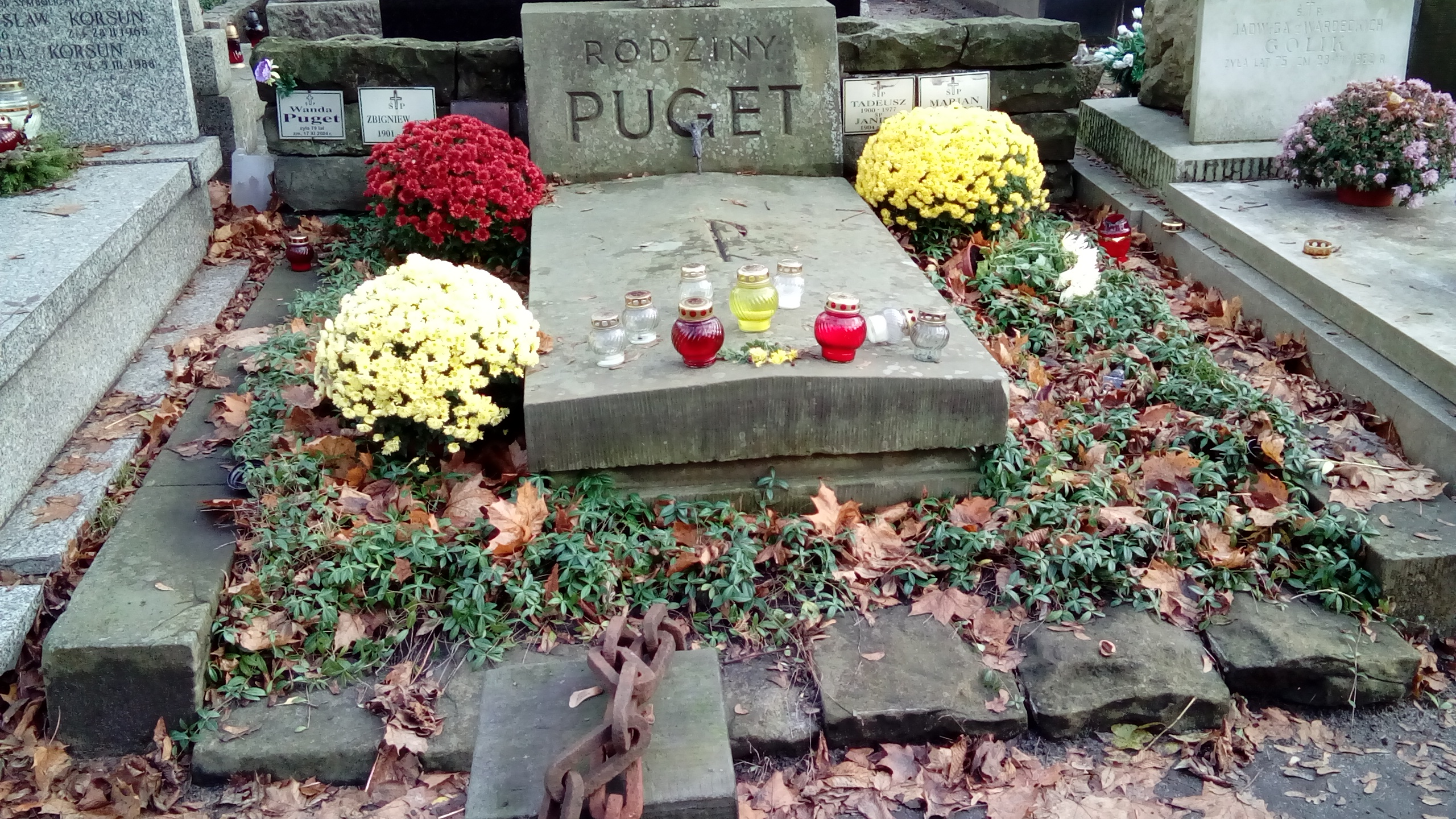
Grób Wandy Puget na cmentarzu Powązkowskim

Wanda Marta Puget-Paździor (primo voto Tomicka) (ur. 29 lipca 1925 w Warszawie, zm. 17 listopada 2004 tamże) – polska historyk sztuki, działaczka społeczna. 

## Życiorys
Urodziła się w rodzinie pułkownika Wojska Polskiego, podczas II wojny światowej uczestniczyła w konspiracji, w 1943 została kurierem w szeregach Armii Krajowej. Po wybuchu powstania warszawskiego została sanitariuszką, a po jego upadku jako pielęgniarka znalazła się w Dulagu 121, ale uniknęła wywiezienia do obozu pracy przymusowej. Po zakończeniu działań wojennych ukończyła rozpoczętą w konspiracji szkołę średnią i rozpoczęła studia na Wydziale Historii Sztuki Uniwersytetu Warszawskiego. Po studiach początkowo pracowała w Naukowej Pracowni Konserwacji Zabytków, a następnie w Instytucie Urbanistyki i Architektury. Prowadziła aktywną działalność naukową, od 1958 publikowała na łamach kwartalnika Architektura i Urbanistyka, jedenaście lat później objęła tam stanowisko zastępcy redaktora naczelnego. Równocześnie wiele jej prac było publikowanych na łamach Ochrony Zabytków, gdzie poznała swojego drugiego męża, historyka i artystę plastyka Mariana Paździora (1924-1998). Wspólnie z nim Wanda Puget-Paździor zaczęła publikować swoje rozprawy dotyczące architektury i urbanistyki. Szczególną uwagę poświęciła Ziemi Łęczyckiej i Płockiej, na temat której ukazało się wiele publikacji jej autorstwa. Była członkiem Towarzystwa Naukowego Płockiego, a od 1989 Towarzystwa Miłośników Ziemi Łęczyckiej. Ponadto była niezwykle aktywną działaczką Stowarzyszenia Historyków Sztuki, gdzie przez wiele lat pełniła funkcję wiceprezesa zarządu. Brała czynny udział w Społecznym Komitecie Opieki nad Starymi Powązkami. Zmarła nagle 17 listopada 2004, spoczywa na cmentarzu Powązkowskim (kw. 62, rząd 4, grób 6/7). 

## Wybrane publikacje
- Pałace i dwory w dawnym województwie rawsko-mazowieckim;
- Dwór Polski. Zjawisko historyczne i kulturowe;
- Z dziejów zamku w Szydłowcu, Rocznik Muzeum Świętokrzyskiego  tom IV;
- Łęczyca. Przemiany urbanistyczne centrum miasta i rozwój infrastruktury od końca XVIII w;
- Architektura na tle rozwoju przestrzennego miasta od XVIII w. do lat 30. XX w – rozdział XIV, tom II;
- Włocławek i okolice, [w:] „Katalog zabytków sztuki w Polsce”, tom XI Dawne województwo bydgoskie (współautorzy Marian Paździor, Tadeusz Chrzanowski, Marian Kornecki);
- Architektura dawna a współczesność;
- Architektura i urbanistyka w Polsce w latach 1918-1978;
- Województwo sieradzkie;
- Zamek w Łowiczu w okresie swej świetności działalność budowlana arcybiskupów w świetle dokumentów;
- Ogrody pałacu arcybiskupiego w Skierniewicach w świetle zachowanych inwentarzy;
- Zespół jezuicki w Łęczycy;
- Dwór czy pałac. Nieznana siedziba Sanguszków w Szymanowie koło Warszawy;
- Cmentarz Powązkowski w Warszawie.

## Odznaczenia
- Złoty Krzyż Zasługi;
- Warszawski Krzyż Powstańczy.